# Przełęcz Podzamecka
Przełęcz Podzamecka (595 m n.p.m.) – przełęcz w południowo-zachodniej Polsce, w Sudetach Środkowych, w Grzbiecie Wschodnim pasma Gór Bardzkich.

## Położenie i opis
Przełęcz położona jest na obszarze chronionego krajobrazu Gór Bardzkich, w południowo-wschodniej części Grzbietu Wschodniego, na północ od Przełęczy Kłodzkiej.
Stanowi rozległe, w całości porośnięte lasem regla dolnego siodło, o stromych podejściach i łagodniejszych zboczach, ostro wcięte między wzniesienia Grodzisko (730 m n.p.m.) i Podzamecką Kopę (615 m n.p.m.).

## Turystyka
Przez przełęcz prowadzi szlak turystyczny:
- – niebieski odcinek Europejskiego Szlaku Długodystansowego z Srebrnej Góry do Lądka-Zdrojui dalej[1].